# Dim Sum: A Little Bit of Heart
Pour plus de détails, voir Fiche technique et Distribution.
Dim Sum: A Little Bit of Heart est un film américain indépendant réalisé par Wayne Wang et sorti en 1985.

## Synopsis

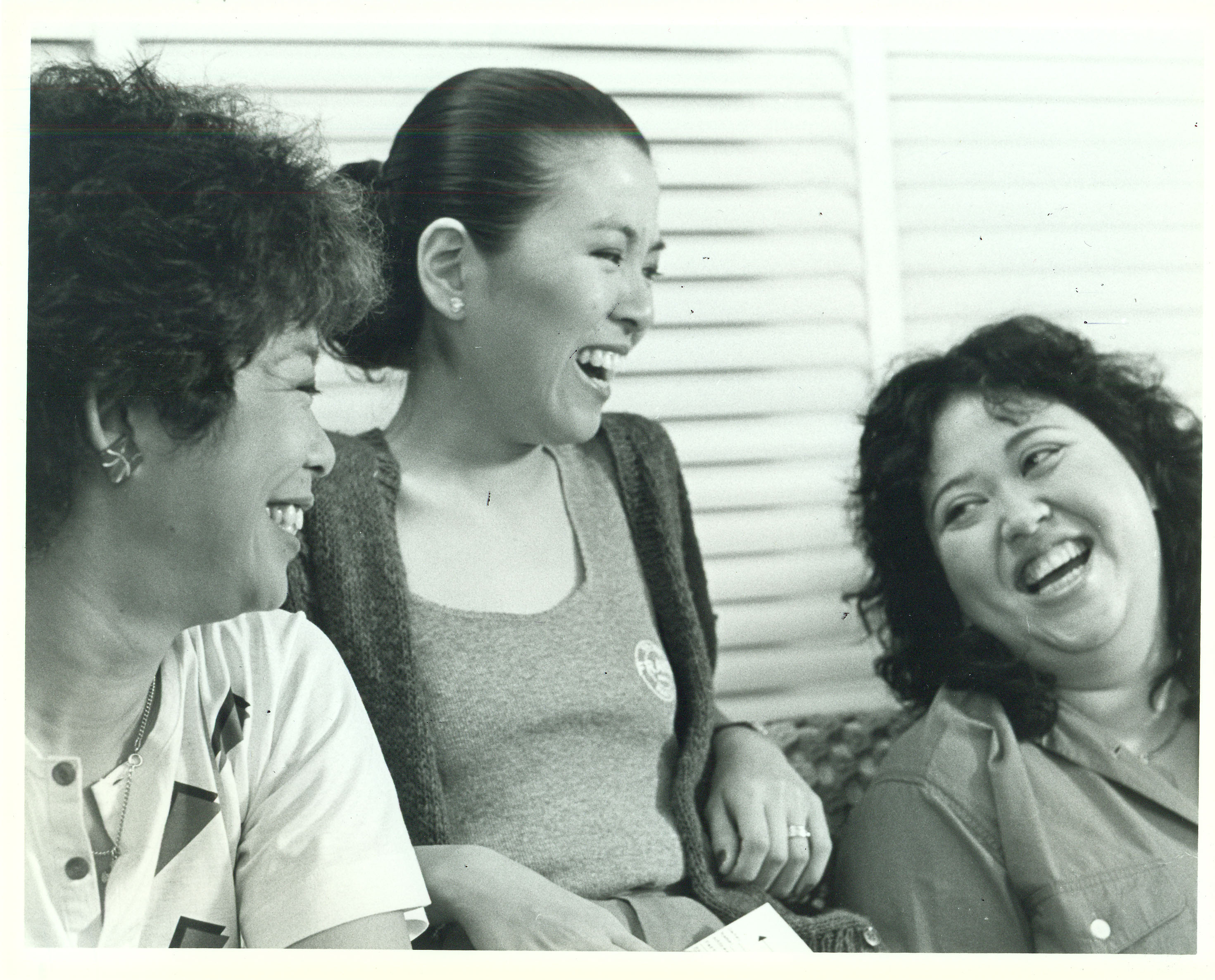
Lauren Chew, Cora Miao et Amy Hill dans une scène du film.

Une veuve chinoise immigrée aux États-Unis aborde le Nouvel An avec appréhension, après avoir appris qu'il ne lui restait plus qu'une année à vivre. Toutes les choses qu'elle souhaite faire avant de mourir lui reviennent en tête, notamment voir sa fille se marier, et se rendre une dernière fois en Chine pour lui rendre hommage.

## Fiche technique
- Réalisation : Wayne Wang
- Scénario : Terrel Seltzer

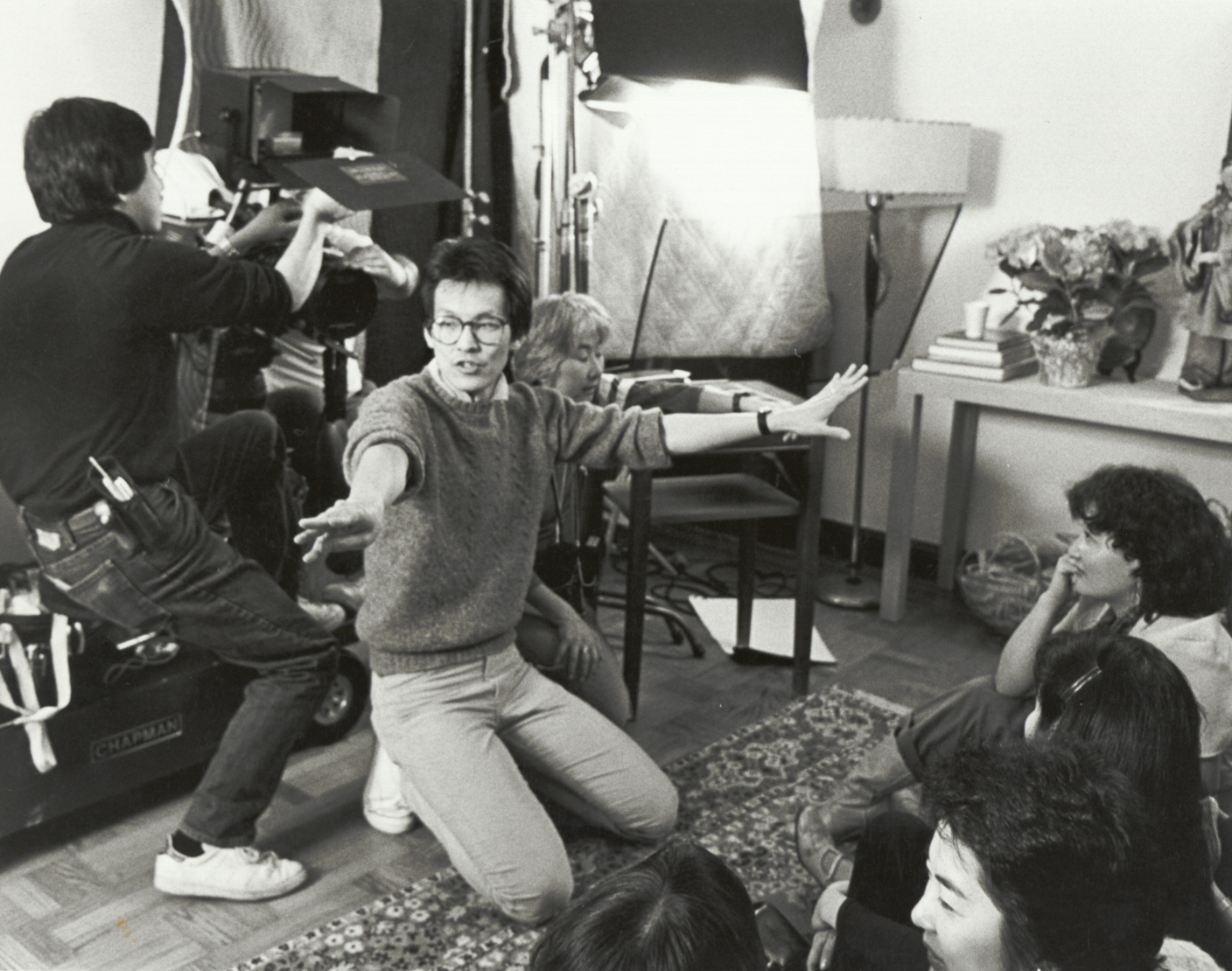
Le réalisateur Wayne Wang durant le tournage du film.

- Producteurs : Tom Sternberg, Wayne Wang, Danny Yung
- Photographie : Michael Chin
- Montage : Ralph Wikke
- Musique : Todd Boekelheide
- Genre : Comédie, drame[2]
- Production : CIM, Project A Partnership
- Distributeur : Orion Classics[3]
- Durée : 88 minutes
- Date de sortie : 9 août 1985

## Distribution

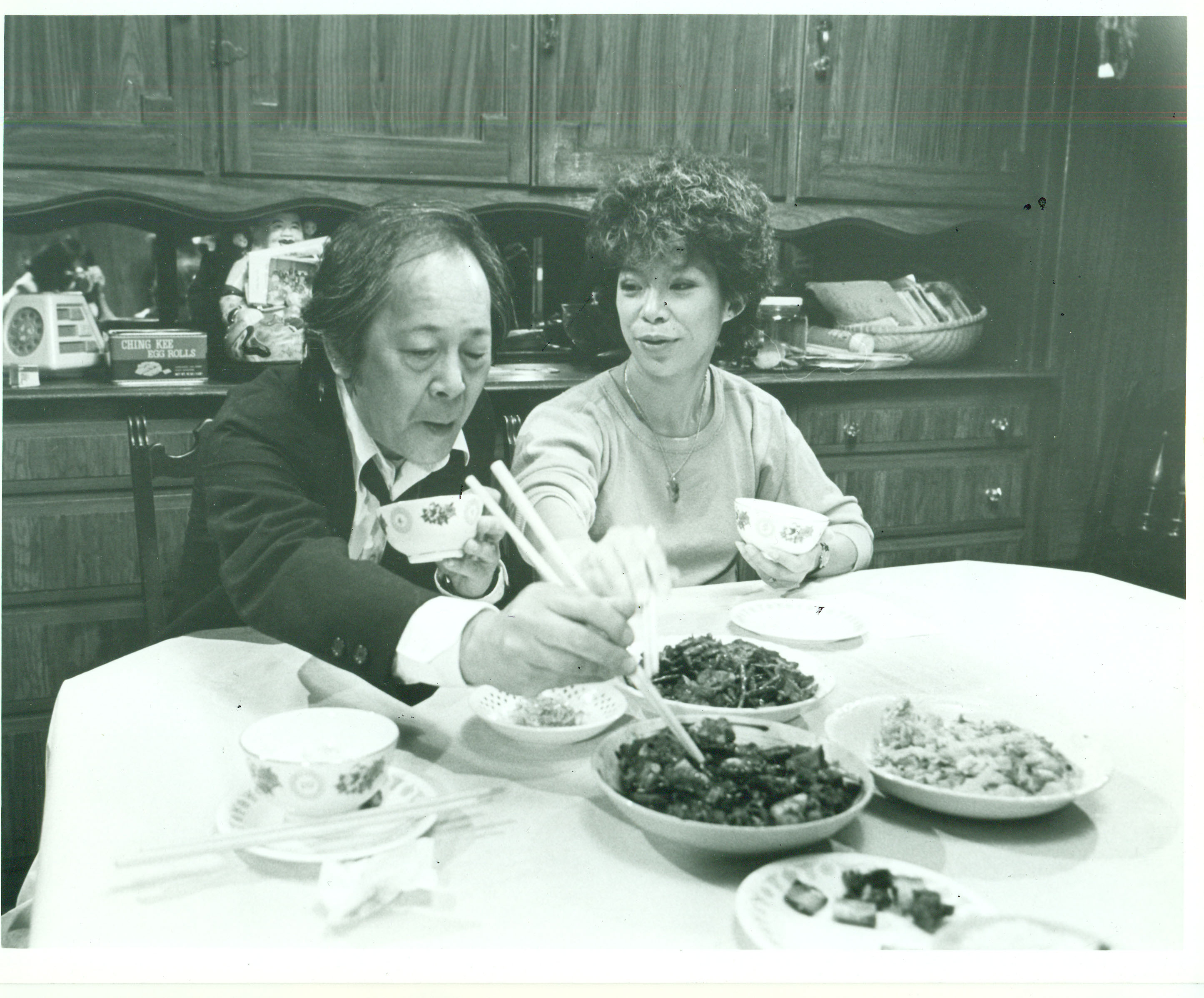
Victor Wong et Laureen Chew dans une scène du film.

- Laureen Chew (en) : Geraldine Tam
- Kim Chew : Mrs. Tam
- Victor Wong : oncle Tam
- Ida F.O. Chung : tante May
- Cora Miao (en) : Julia
- John Nishio : Richard
- Amy Hill : Amy Tam
- Keith Choy : Kevin Tam
- Mary Chew : Old M.J. player
- Nora Lee : Old M.J. player
- Joan Chen : Young M.J. player
- Rita Yee : Young M.J. player
- George Woo : Bar patron
- Elsa Cruz Pearson : Eliza
- Helen Chew : Linda Tam
- Jarrett Chew : Baby Tam